# Индекс автомобильных номеров Дании

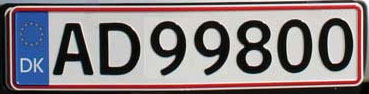
Автомобильный номер Дании

Автомобильные номера Дании обычно имеют две буквы и пять цифр. Отсутствует географическая привязка номеров к региону. С 2008 года добавлен с левой стороны флаг Европейского союза — 12 звёзд на синем фоне и подпись DK, говорящая о стране Дании. Дания является одной из последних из стран ЕС, которая добавила эти атрибуты на автомобильные номера своей страны (правда, здесь действует то же правило, что и в Великобритании: полоска с символом ЕС не является обязательной и даётся по выбору владельца транспортного средства).

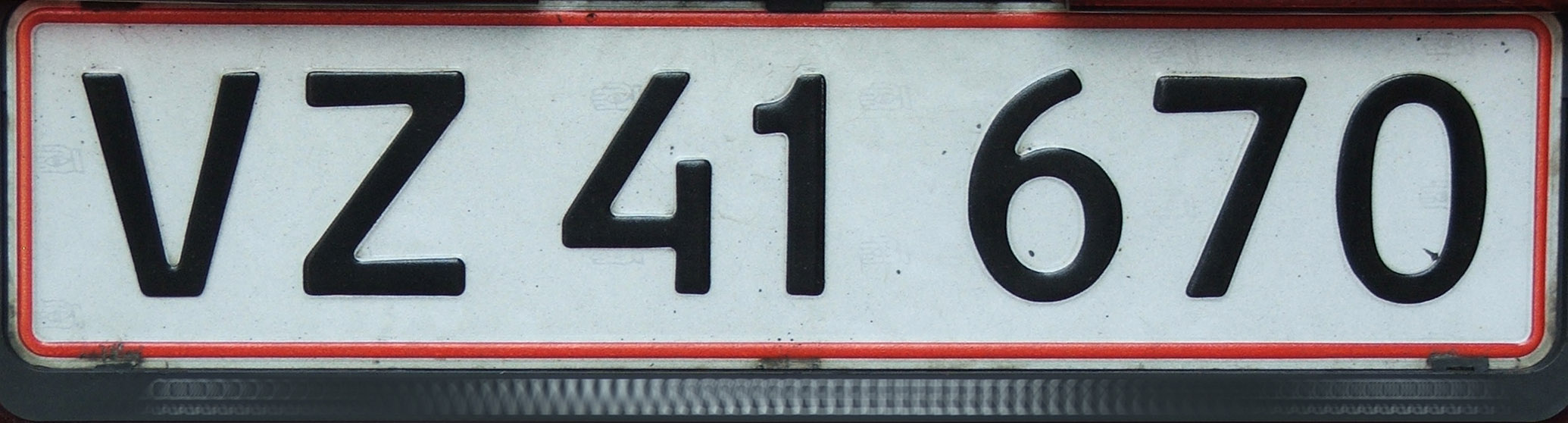
Автомобильный номер, использовавшийся до 2008 года

Цифры имеют свои серии, информирующие о типе транспортного средства.
Примеры:
- 10 000 — 18 999 Мотоциклы
- 20 000 — 75 999 Легковые автомобили
- 76 000 — 77 999 Дипломатический корпус
- 78 000 — 97 999 Автобусы и грузовые автомобили
- 98 000 — 99 999 Такси

Также существуют различные цвета автомобильных номеров:
- белый фон, чёрный текст: личные автомобили;
- жёлтый фон, чёрный текст: автомобили для коммерческого использования. Однако такие автомобили могут также использоваться в личных целях за ежегодную плату (около 5000 DKK на 2006);
- голубой фон, белый текст: дипломатические автомобили, владельцами которых обычно являются посольства;
- чёрный фон, белый текст по типу, использовавшемуся до 1976: старинные или антикварные автомобили, доступные только по специальному запросу;
- красный фон, белый текст: автомобили аэропортов, которые освобождены от уплаты налогов.

Также существует возможность получения личных автомобильных номеров с использованием любого текста на выбор. Комплект таких автомобильных номеров стоит 6200 DKK (на 2006 год).

## Фарерские острова

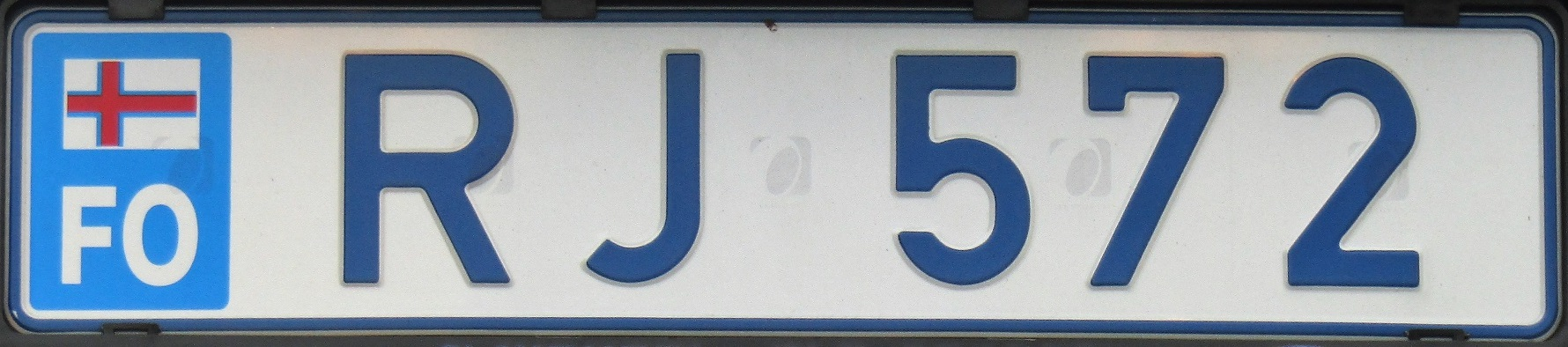
Автомобильный номер Фарерских островов

Автомобили, зарегистрированные до 1996 года, имеют белый фон автомобильных номеров и чёрный текст, соответствующий стилю номеров Дании, но с одной буквой «F». Автомобили, зарегистрированные после 1996 года, имеют белый фон номеров, голубой текст и свой собственный стиль. Текст содержит две буквы и три цифры. Слева расположен голубой флаг Фарерских островов и код «FO».

## Гренландия
Номера имеют белый фон и чёрный текст, соответствующий датскому стилю, и две буквы «GR».